# Medical Subject Headings
Medical Subject Headings, MeSH (z ang.) – system metadanych, którego celem jest indeksowanie artykułów medycznych i książek o tej tematyce. Stworzony i ulepszany przez National Library of Medicine (NLM), jest używany w bazach danych MEDLINE i PubMed oraz w katalogu wydawnictw książkowych NLM. Baza MeSH może być dowolnie przeglądana przez Internet i jest dostępna do ściągnięcia bez żadnej opłaty. Wydawanie corocznie aktualizowanej wersji drukowanej Medical Subject Headings zarzucono w 2007 roku.